# オレンジ (オーストラリア)
オレンジ（Orange）は、オーストラリアのニューサウスウェールズ州にある都市。州都シドニーの西254キロメートルに位置している。人口は4万3963人（2021年推計）。グレートディヴァイディング山脈の高原にあり、標高は863メートルである。
オレンジは果物の栽培が盛んで、桃、さくらんぼ、ブドウ、アプリコットなどを生産している。冬に霜が降りることがあるためオレンジの栽培は行われていない。

## 歴史
「オレンジ」の地名は、1828年にニューサウスウェールズ植民地政府の測量技師長トーマス・ミッチェルが命名した。オランダのウィレム2世（オレンジ候）に由来している。2人は若い頃に半島戦争に参加し知り合いとなった。「オレンジ村」が設立されたのは1846年である。人口は緩やかに増加し、1885年に町になり1946年には市に昇格した。

## 姉妹都市
- オレンジ（1963年）
- マウントハーゲン（1985年）
- ティマルー（1986年）
- 牛久市（1990年）